# فوزي عبد الحافظ
فوزي عبد الحافظ (12 ديسمبر 1920م - 26 سبتمبر 2008م) ضابط مصري، شغل منصب سكرتير الرئيس المصري الراحل أنور السادات منذ عام 1970 حتى 1981، شارك في ترتيب زيارة الرئيس السادات للقدس، وفي 1980م رُقّي إلى درجة وزير برئاسة الجمهورية، وشهد حادثة المنصة حيث ألقى بجسده على الرئيس السادات في محاولة لحمايته، تعرض لإصابة بالغة نُقِل على إثرها إلى العلاج بمستشفى المعادي العسكري

## نشأته وعمله
- 1933م حصل على الشهادة الإبتدائية من مدرسة ملوي
- 1938 حصل على الشهادة العامة من مدرسة شبرا الثانوية
- 1941م حصل على الشهادة العامة قسم العلوم من مدرسة شبرا الثانوية
- 1941 – 1942 التحق بكلية الزراعة جامعة القاهرة لمدة عام واحد
- 1942م التحق بكلية الشرطة
- 1945 تخرج من كلية الشرطة وألحق بمديرية قنا
- 1946م نقل من مديرية قنا إلى مكتب عربان وجه بحري ببنها
- 1947م رُقّي إلى رتبة الملازم أول
- 1951م رُقّي إلى رتبة اليوزباشي
- 1952 نقل إلى محافظة القاهرة وألحق بفرقة حرس الوزارات
- 1952م حدث حريق القاهرة وعُيّن في لجنة حصر أماكن الحريق بالقاهرة
- 1953م نقل من حرس الوزارات إلى الفرقة المدرعة
- 1953م نقل من الفرقة المدرعة إلى فرقة حرس الوزارة
- 1954م شكلت محكمة الثورة برئاسة عبد اللطيف البغدادي وعضوية القائم مقام أنور السادات عضو مجلس قيادة الثورة وحسين الشافعي وتم تعيين السيد فوزي عبد الحافظ لحراسة القائم مقام أنور السادات
- 1955م رافق السيد فوزي عبد الحافظ السيد أنور السادات في أول رحلة خارج مصر إلى اليمن، الكويت، طهران، كراتشي، بانكوك، سنغافورة، رانجون وذلك في المؤتمر الإسلامي
- 1956م أول عشاء في منزل الرئيس جمال عبد الناصر بمناسبة وضع مشروع الدستور
- 1956م رُقّي إلى رتبة الصاغ
- 1957م قرر السيد أنور السادات أن يكون الصاغ فوزي عبد الحافظ مسئولًا عن مكتب المؤتمر الإسلامي وكذلك مكتب الجريدة
- 1961م تم رفع اسم السيد  فوزي عبد الحافظ من عداد ضباط الشرطة بالقرار الجمهوري رقم 1248 نقل إلى الأمانة العامة لمجلس الأمة ثم مدير لمكتب رئيس مجلس الأمة السيد أنور السادات
- 1970م إعلان فوز السيد أنور السادات بنتائج الاستفتاء على رئاسة الجمهورية خلفا للرئيس جمال عبد الناصر وتعيين السيد فوزي عبد الحافظ مديرا لمكتب الرئيس
- 1977م في 18 نوفمبر سافر السيد فوزي عبد الحافظ لإسرائيل لترتيب زيارة الرئيس السادات للقدس
- 1980م رُقّي السيد فوزي عبد الحافظ إلى درجة وزير برئاسة الجمهورية
- 1981م عمل السيد فوزي عبد الحافظ برفقة الرئيس أنور السادات لمده 28 عاما حتى اغتيال السادات في حادث المنصة
- في 6 أكتوبر 1981م حيث أصيب السيد فوزي عبد الحافظ عندما ألقى بجسده على الرئيس السادات في محاولة لحمايته إصابة بالغة نقل على إثرها إلى العلاج بمستشفى المعادى العسكري بالقاهرة ثم إلى مستشفى البحرية الأمريكية بالولايات المتحدة الأمريكية.
- 1982م أُحيل السيد فوزي عبد الحافظ إلى المعاش.

## وفاته
توفي الأحد 26 سبتمبر 2008م عن عمر يناهز 87 عاما بعد صراع مع المرض وصلّي على جثمان الفقيد الإثنين في مسجد عمر بن عبد العزيز بمصر الجديدة عقب صلاة العصر .